# Pustelnia w Lipnie nad Vltavou
Pustelnia w Lipnie nad Vltavou (cz. Godošova poustevna) – twór skalny i dawna pustelnia zlokalizowana w Czechach, na południe od Lipna nad Vltavou, na stokach Medvědí hory nachylonych w stronę rzeki Wełtawy, na wysokości 761 m n.p.m.
Pustelnia była zajmowana przez zakonników z klasztoru Přední Výtoň, ale już w początkach XVIII wieku była opuszczona. Po 1716 zamieszkiwał w niej Cygan o imieniu Godoš, który objął pustelnię po śmierci swojej żony Mandiny (w dzieciństwie rejon ten zajmował jego tabor ostrzelany 25 maja 1715 na polecenie krajowego sekretarza Václava Antonína Netolickiego). Godoš zmarł w pustelni i pochowany został obok swojej żony w Loučovicach. Na motywach ich życia zakonnik Zephyrin Toner napisał powieść Cikánský les (1909).
Dojście do pustelni znakowanym odgałęzieniem od  szlaku niebieskiego z Lipna nad Vlatvou do torfowiska Kapličky.